# Сент-Этьен-а-Арн
Сент-Этье́н-а-Арн (фр. Saint-Étienne-à-Arnes) — коммуна во Франции, находится в регионе Шампань — Арденны. Департамент коммуны — Арденны. Входит в состав кантона Машо. Округ коммуны — Вузье.
Код INSEE коммуны — 08379.
Коммуна расположена приблизительно в 165 км к востоку от Парижа, в 45 км севернее Шалон-ан-Шампани, в 55 км к югу от Шарлевиль-Мезьера. Расположена на реке Арн.

## Население
Население коммуны на 2008 год составляло 208 человек.
| 1962 | 1968 | 1975 | 1982 | 1990 | 1999 | 2008 |
| ---- | ---- | ---- | ---- | ---- | ---- | ---- |
| 217  | 237  | 227  | 202  | 198  | 166  | 208  |

## Экономика

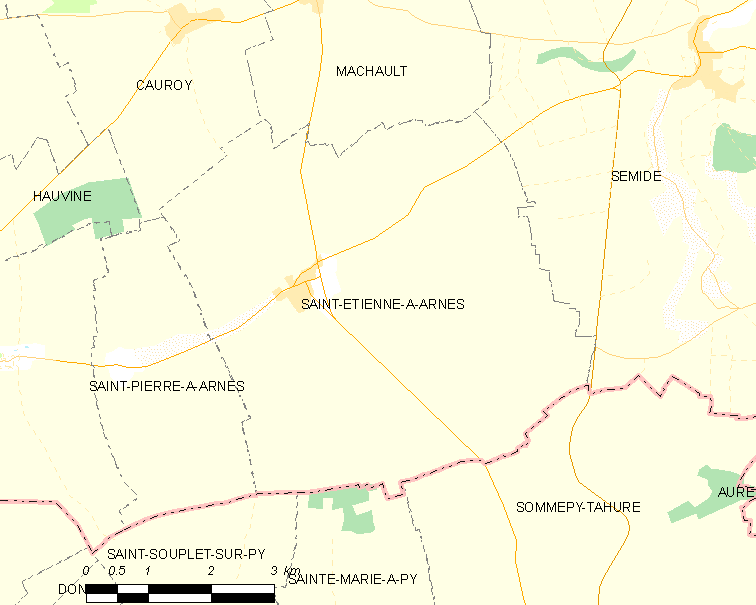
Карта коммуны

В 2007 году среди 123 человек в трудоспособном возрасте (15—64 лет) 95 были экономически активными, 28 — неактивными (показатель активности — 77,2 %, в 1999 году было 66,4 %). Из 95 активных работали 91 человек (49 мужчин и 42 женщины), безработных было 4 (1 мужчина и 3 женщины). Среди 28 неактивных 5 человек были учениками или студентами, 8 — пенсионерами, 15 были неактивными по другим причинам.

## Достопримечательности
- Церковь Сент-Этьен